# Raffaele Giammaria
Raffaele Giammaria (Civitavecchia, 1 september 1977) is een Italiaans autocoureur.

## Carrière
Giammaria begon zijn autosportcarrière in het karting in 1994, waarin hij tot 1998 actief bleef. In 2000 maakte hij de overstap naar het formuleracing, waarbij hij zijn debuut maakte in de Italiaanse Formule Renault en won twee races. Hij behaalde dat seizoen 147 punten waarmee hij samen met Felipe Massa op een gelijke eerste plaats in het kampioenschap stond. Massa kreeg echter het kampioenschap toegewezen omdat hij vier races had gewonnen terwijl Giammaria op twee was blijven steken. 
In 2001 maakte Giammaria de overstap naar het Duitse Formule 3-kampioenschap, waarin hij uitkwam voor het team Cram Competition. Met een vierde plaats in de seizoensfinale op de Hockenheimring als beste resultaat eindigde hij op de twaalfde plaats in het kampioenschap met 41 punten. Daarnaast nam hij deel aan eenmalige Formule 3-races, zoals de Masters of Formula 3 en de Korea Super Prix. In 2002 had hij geen vast racezitje, maar reed hij wel in enkele races van zowel het Italiaanse Formule 3-kampioenschap en de Euro Formule 3000.
In 2003 stapte Giammaria over naar de Formule 3000, waarin hij reed voor het team Durango. Hij behaalde één podiumplaats op het Circuit de Monaco en werd tiende in de eindstand met 14 punten. In 2004 bleef hij actief voor Durango in de Formule 3000 en stond op het podium op het Circuit de Catalunya. Twee races voor het einde van het seizoen moest hij echter het team verlaten vanwege een gebrek aan sponsorgeld. Hij kon nog wel de laatste race rijden voor het Team Astromega en verbeterde zichzelf uiteindelijk naar de achtste plaats in het kampioenschap met 27 punten.
In 2005 kwam Giammaria opnieuw niet fulltime uit in een kampioenschap, maar reed wel enkele races in de Formule Renault 3.5 Series en de Italiaanse Formule 3000. Tevens was hij testcoureur voor het A1 Team Italië in het eerste seizoen van de A1GP, maar reed geen races in dit kampioenschap.
Vanaf 2006 kwam Giammaria de uit in de GT-racerij, waarbij hij debuteerde in het Italiaanse GT-kampioenschap. Daarnaast reed hij tussen 2006 en 2017 uit in kampioenschappen als de International GT Open, de FIA GT, het Spaanse GT-kampioenschap, de Grand American Rolex Series, de Le Mans Series, de Blancpain Endurance Series, de Superstars Series, het FIA World Endurance Championship (waaronder tweemaal de 24 uur van Le Mans) en het WeatherTech SportsCar Championship. Zijn hoogtepunten in deze periode zijn een tweede plaats in de International GT Open in 2010, de titel in de GT3-klasse van het Italiaanse GT-kampioenschap in 2014 en een derde plaats in de International GT Open in 2015.